# 樋口幸平
樋口 幸平（ひぐち こうへい、2000年11月30日 - ）は、日本の俳優、モデル。兵庫県出身。ホリプロ所属。以前はホリプロデジタルエンターテインメントに所属していた。

## 略歴
2019年、高校卒業後の18歳の時にJリーグのプロ育成選手として上京するも、怪我が原因でサッカー選手になる夢を諦め、チームを辞めて地元に帰ろうと考えていた時、それまで練習着とジャージで過ごしていたので地元に戻る前に渋谷で買い物をしていたところ、芸能事務所にスカウトされたことがきっかけで俳優を目指すようになり、LINE LIVEでも活動を始める。
2020年、LINE LIVEで行われた「Popteen」専属メンズモデルオーディション～2020Spring～」にてグランプリを獲得し、芸能界デビュー。
2022年1月6日、「樋口晃平」から「樋口幸平」に改名。同年3月6日、『暴太郎戦隊ドンブラザーズ』にて、主人公の桃井タロウ / ドンモモタロウ役を演じ、初主演を果たす。
2023年11月28日、第32回全日本高等学校女子サッカー選手権大会の応援リーダーに就任した。

## 人物
- 趣味はサウナ、お笑い番組、映画観劇[1]。特技はサッカー[1][3]。
- 高校卒業後、SC相模原のプロ育成選手としてプロを目指していた[9]。
- 子供のころに見ていたスーパー戦隊シリーズの作品は『特捜戦隊デカレンジャー』[2]と『魔法戦隊マジレンジャー』。仮面ライダーシリーズは『仮面ライダー響鬼』と『仮面ライダーカブト』を見ていた[10]。

## 出演

### テレビドラマ
- マリーミー! 第1話（2020年10月4日、朝日放送テレビ・テレビ朝日）
- この初恋はフィクションです EP.03（2021年10月14日、TBS） - 泉が想像する祖父江 役[11]
- スーパー戦隊シリーズ（テレビ朝日）
  - 機界戦隊ゼンカイジャー 第42カイ!（2022年1月9日） - ドンモモタロウの声
  - 暴太郎戦隊ドンブラザーズ（2022年3月6日 - 2023年2月26日） - 主演・桃井タロウ / ドンモモタロウ 役[12]
- キューピッドがいるラブホテル（2023年5月30日・9月19日・12月29日、テレビ朝日） - 主演・キューピッド 役[13]
- お笑いインスパイアドラマ ラフな生活のススメ 第2話（2023年7月11日、NHK総合） - 客 役[14]
- 体感予報（2023年8月11日 - 10月13日、毎日放送） - 主演・瀬ヶ崎瑞貴 役（増子敦貴とダブル主演）[15]
- Maybe 恋が聴こえる 第2話 - 最終話（2023年10月18日 - 12月22日、TBS） - 久慈壮馬 役[16]
- 約束 〜16年目の真実〜（2024年4月11日 - 6月13日、読売テレビ・日本テレビ） - 夏目泰雅 役[17]
- 江戸川乱歩原作 名探偵・明智小五郎「黒蜥蜴」（2024年9月29日、BS-TBS） - 小林芳雄 役[18]
- 離婚弁護士 スパイダー〜慰謝料争奪編〜（2024年10月5日 - 11月23日、日本テレビ） - 池本純 役[19]
  - 離婚弁護士 スパイダー〜偽りと裏切り編〜（2025年2月8日 - 3月21日、日本テレビ）[20]
- MADDER その事件、ワタシが犯人です（2025年4月11日 - 6月13日、関西テレビ・フジテレビ） - 江藤新 役[21]
- ギャン泣きくん（2025年6月26日〈予定〉 - 、中京テレビ・日本テレビ）[22]

### 映画
- 暴太郎戦隊ドンブラザーズ THE MOVIE 新・初恋ヒーロー（2022年7月22日公開、東映） - 主演・桃井タロウ / ドンモモタロウ 役[23]
- 追想ジャーニー リエナクト（2024年10月18日公開、S・D・P） - 峯井 役[24][25]
- ネムルバカ（2025年3月20日公開、ポニーキャニオン） - 伊藤 役[26][27]

### ウェブドラマ
- デジホラ（YouTube）
  - 闇鍋（2021年1月17日）
  - 残留思念（2021年1月31日）
  - 内見（2021年3月28日）
- 私が獣になった夜 シーズン1 第4話（2021年7月9日、ABEMA）[28]
- add9 Code（2021年10月3日 - 11月7日　YouTube）- 後藤錬 役[29]
- スーパー戦隊シリーズ - 桃井タロウ / ドンモモタロウ 役
  - 「暴太郎戦隊ドンブラザーズ」meets「仮面ライダー電王」目指せ！ドン王（2022年3月1日、YouTube） - 主演[30]
  - 「暴太郎戦隊ドンブラザーズ」meets「センパイジャー」（2022年3月9日、YouTube） - ドンモモタロウの声
  - 暴太郎戦隊ドンブラザーズ スピンオフ コレがドンブラザーズの名乗りだ！ 暴太郎のホントの姿!?（2022年3月30日、YouTube） - 主演
  - 忍風戦隊ハリケンジャーwithドンブラザーズ（2022年12月25日、東映特撮ファンクラブ）- ドンモモタロウの声
  - 爆竜戦隊アバレンジャーwithドンブラザーズ（2023年8月27日、東映特撮ファンクラブ）- ドンモモタロウの声 [31]
  - 暴太郎戦隊ドンブラザーズVS暴太郎戦隊ドンブリーズ（2023年11月5日、東映特撮ファンクラブ） -  主演・桃井タロウ / ドンモモタロウ / 鉄火丼レッド 役
- 離婚弁護士 スパイダー～容疑者 美雲飛鳥～（2025年3月21日 - 4月11日、Hulu） - 池本純 役[20]

### オリジナルビデオ
- スーパー戦隊シリーズ（東映ビデオ）
  - 暴太郎戦隊ドンブラザーズVSゼンカイジャー（2023年9月27日） - 主演・桃井タロウ / ドンモモタロウ 役[32]
  - 王様戦隊キングオージャーVSドンブラザーズ（2024年10月9日） - 桃井タロウ / ドンモモタロウ 役[33]

### テレビ番組
- 駒木根葵汰&樋口幸平のSDGsアドベンチャー（2023年5月19日、TBSチャンネル1）[34]
- バックパッカー世界さすらいメシ（2023年6月26日、BS-TBS）[35]

### ウェブ番組
- 恋とオオカミには騙されない（2021年2月14日 - 5月2日、AbemaTV）[36]
- Numile Supported by SPICE 14-1　樋口幸平・別府由来（暴太郎戦隊ドンブラザーズ）～格闘技の世界へようこそ！～（2022年7月21日、Spotify）[37]

### 舞台
- 暴太郎戦隊ドンブラザーズショーシリーズ第3弾 特別公演「〝キジのおんがえし〟……というおはなし」（2023年1月7日 - 29日、シアターGロッソ） - 主演・桃井タロウ / ドンモモタロウ 役
- 暴太郎戦隊ドンブラザーズショーシリーズ第4弾「招く猫には何来たる？Gロッソは大波乱で大団"縁"!!」（2023年2月4日 - 3月19日　シアターGロッソ） - 主演・桃井タロウ / ドンモモタロウ 役
- 暴太郎戦隊ドンブラザーズ ファイナルライブツアー2023（2023年4月8日・9日、日本特殊陶業市民会館フォレストホール / 4月16日、札幌文化芸術劇場 hitaru / 4月23日、仙台サンプラザホール / 5月14日、静岡市民文化会館 / 5月20日、周南市文化会館 / 5月21日、福岡サンパレス / 5月27日・28日、オリックス劇場）
- 朗読劇「ROOM」2025（2025年6月28日、シアターサンモール）[38]

### ランウェイ
- 関西コレクション（2021S/S）
- ヨウジヤマモトGround Y（2021₋2022A/W）
- 麻生専門学校グループ presents TGC KUMAMOTO 2025 by TOKYO GIRLS COLLECTION（2025年4月12日、グランメッセ熊本）
- SETOLAS Holdings presents TGC KAGAWA 2025 by TOKYO GIRLS COLLECTION（2025年5月6日、あなぶきアリーナ香川）

### CM
- メガハウス「るかっぷ呪術廻戦」（2021年）[39]

### 広告
- adidasOriginal ミッキー&フレンズコレクション ABCマート2021（2021年）

### イベント
- Horipro Actors Live～episode 1～（2022年3月30日、KANDA SQUARE HALL）
- JFA第46回全日本U-12サッカー選手権大会（2022年） - 応援サポーター[40][3]
- Horipro Actors Live～episode 2～（2023年1月22日、恵比寿ザ・ガーデンホール）
- Horipro Actors Live～episode 2.5～超人スポーツ運動会（2023年7月22日、FOSTERホール）
- Horipro Actors Live～episode 3～（2024年2月17日、Zepp DiverCity(TOKYO)）
- 【俳優・樋口幸平のふるさとワーホリ体験記～石巻と縁をつなぐ旅～第1回】俳優・樋口幸平が「ふるさとワーホリ」体験で石巻に行ってみた！-複住スタイル（2024年）
- ナンバーワン戦隊ゴジュウジャー 制作発表イベント（2025年、シアターGロッソ） - ドンモモタロウの声[41]
- Horipro Actors Live～episode 4～（2025年2月11日、LINE CUBE SHIBUYA）
- Horipro Actors Live in Korea（2025年7月12日（予定）、Guro-gu Community Center（九老区民会館））
- Horipro Actors Sports Festival〜 #ホリアク 運動会2025〜（2025年8月11日（予定））

### 玩具
- 暴太郎戦隊ドンブラザーズ ドンブラスター -MEMORIAL EDITION-（2023年11月20日）
- 暴太郎戦隊ドンブラザーズ ザングラソード -MEMORIAL EDITION-（2024年1月26日）
- 暴太郎戦隊ドンブラザーズ ニンジャークソード -MEMORIAL EDITION-（2024年3月18日）

## 書籍

### 連載
- Popteen（2020年、角川春樹事務所） - メンズモデル
- FINEBOYSnext（2021年6月、Instagram） - マンスリーモデル

### 写真集
- 樋口幸平 1st写真集（2024年9月20日、主婦と生活社）[42]ISBN 978-4-3911-6223-3

## ディスコグラフィ

### キャラクターソング
| 発売日         | 商品名                                              | 歌 | 楽曲                                   | 備考                                               |
| -------------- | --------------------------------------------------- | --- | -------------------------------------- | -------------------------------------------------- |
| 2022年7月20日  | 暴太郎戦隊ドンブラザーズ EP vol.3                   | 桃井タロウ（樋口幸平）、ソノイ（富永勇也） | 「月ノミゾ知ル。」                     | 特撮テレビドラマ『暴太郎戦隊ドンブラザーズ』挿入歌 |
| 2022年11月23日 | 暴太郎戦隊ドンブラザーズ EP vol.4                   | ドンモモタロウ / 桃井タロウ（樋口幸平）、サルブラザー / 猿原真一(別府由来）、オニシスター / 鬼頭はるか（志田こはく）、イヌブラザー / 犬塚翼（柊太朗）、キジブラザー / 雉野つよし（鈴木浩文）、ドンドラゴクウ / ドントラボルト / 桃谷ジロウ（石川雷蔵）、ソノイ（富永勇也）、ソノニ（宮崎あみさ）、ソノザ（タカハシシンノスケ） | 「アバターパーティー!ドンブラザーズ!」 | 特撮テレビドラマ『暴太郎戦隊ドンブラザーズ』関連曲 |
| 2023年3月1日   | 暴太郎戦隊ドンブラザーズ キャラクターソングアルバム | ドンモモタロウ / 桃井タロウ（樋口幸平） | 「永縁フェスティバル」                 | 特撮テレビドラマ『暴太郎戦隊ドンブラザーズ』関連曲 |